# José María Gutiérrez
José María Gutiérrez Hernández, kendt som Guti, (født 31. oktober 1976 i Torrejón de Ardoz, Madrid, Spanien) er en tidligere spansk fodboldspiller.
Guti har i sin karriere opereret på flere forskellige positioner på banen, men blev primært brugt på den offensive midtbane pga. hans utrolige overblik og evner inden for pasningsspillet.
Han har igennem størstedelen af sin karriere spillet i spanske Real Madrid, og har igennem sine mange sæsoner og oplæg fået øgenavnene Mr. Assist, King of Assists og Assist King.